# トールキン (小惑星)
トールキン (2675 Tolkien) は小惑星帯に位置する小惑星である。ローウェル天文台でマーチン・ワットが発見した。
『指輪物語』の著者で、英国の言語学者、作家のJ・R・R・トールキンから命名された。